# Boerhavia capitata
Boerhavia capitata är en underblomsväxtart som först beskrevs av Jacques Denys Denis Choisy, och fick sitt nu gällande namn av Anton Heimerl. Boerhavia capitata ingår i släktet Boerhavia och familjen underblomsväxter. Inga underarter finns listade i Catalogue of Life.